# Esquadrão de Caças da Real Força Aérea Australiana
O Esquadrão de Caças foi um esquadrão da Real Força Aérea Australiana (RAAF) durante os anos 30, que operou caças monolugar Bristol Bulldog. Juntamente com o Esquadrão de Hidroaviões, este esquadrão foi uma componente da Escola de Treino de Voo N.º 1, baseada na Base aérea de Point Cook, em Victoria. Além de participar em exercícios de treino, o esquadrão era frequentemente requisitado para realizar exibições e acrobacias aéreas, assim como participar em diversas cerimonias militares.

## História
Embora o primeiro registo oficial do Esquadrão de Caças esteja datado a 12 de Fevereiro de 1934, a história oficial da Real Força Aérea Australiana no período entreguerras refere que a unidade foi criada especialmente para operar os oito caças Bristol Bulldog, que entraram em serviço pela RAAF em Maio de 1930. O Esquadrão de Caças foi uma de duas formações criadas na Base aérea de Point Cook, em Victoria, sob o auspício da Escola de Treino de Voo N.º 1, sendo a outra formação o Esquadrão de Hidroaviões, que operava vários tipos de hidroaviões, entre eles o Supermarine Southampton. A Escola de Treino de Voo N.º 1 havia sido a primeira unidade formada como parte da recém-estabelecida Força Aérea Australiana, no dia 31 de Março de 1921 (o prefixo “Real” foi adicionado em Agosto do mesmo ano). Os caças monolugar Bulldog estavam destinados a providenciar à RAAF uma defesa aérea depois de terem sido retirados de serviço os Royal Aircraft Factory S.E.5 em 1928. Embora sejam referidos pela história oficial da RAAF como sendo apenas um símbolo dissuasor, os caças Bulldog representavam a tecnologia mais avançada disponível na época, e deu ao Esquadrão de Caças a aura de uma formação de elite.

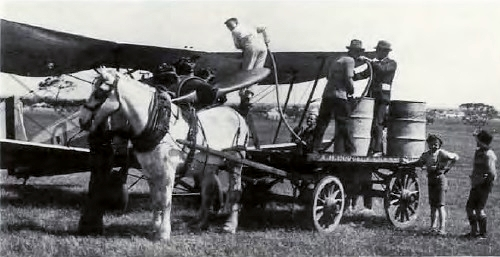
O Tenente de Voo Scherger reabastece o seu avião Bulldog em Nhill, Vitória, na viagem para a competição aérea de Adelaide, em Outubro de 1931

No dia 15 de Maio de 1930, apenas duas semanas depois de receberem os aviões, um dos Bulldog sofreu um acidente depois a uma falha estrutural enquanto realizava um ‘’loop’’ invertido; o piloto saltou de paraquedas e ficou a salvo, tendo sido a primeira vez que um piloto da RAAF realizava tal façanha devido a uma emergência. Em Setembro de 1931, o Esquadrão de Caças realizou um voo de teste com o protótipo Wackett Warrigal, um biplano multiusos; o teste ainda estava a decorrer quando a estrutura do trem de aterragem da aeronave colapsou durante a aterragem, fazendo com que o protótipo deixasse de ser testado até Janeiro do ano seguinte.
Além de participar em exercícios de treino, o Esquadrão de Caças era frequentemente empregue em exibições acrobáticas e em missões onde voava com uma bandeira atrás. A jovem força aérea estava sempre pronta a mostrar os seus dotes e o seu equipamento em público, levando a uma regular participação em várias exibições, cerimónias e corridas aéreas, voando longe o suficiente para ir até à Austrália Ocidental e à Tasmânia; isto trazia o benefício de expor os pilotos e as aeronaves a uma grande variedade de condições em voos de longa distância, sendo que os pilotos eram obrigados a pilotar as suas próprias aeronaves até ao local da exibição e depois voar de volta para a base. O comandante do Esquadrão de Caças, o Líder de esquadrão Johnny Summers, considerava que estes métodos providenciavam ao seu pessoal “a mais rica experiência no manuseamento e manutenção da suas aeronaves em condições adversas”. Um dos melhores instrutores da Escola de Treino de Voo N.º 1, o Tenente de Voo Frederick Scherger, também tornou-se comandante do Esquadrão de Caças. Em Outubro de 1931, durante um voo até Adelaide, para participar num concurso de um aero clube, Scherger teve que aterrar em Nhill, Victoria, em condições muito adversas, com ventos fortes; o seu Bulldog parou com o nariz da aeronave no chão, contudo os danos no caça foram mínimos, permitindo-o completar a missão e vencer a corrida aérea com uma velocidade máxima de 257 quilómetros por hora.
As exibições públicas do Esquadrão de Caças eram frequentemente compostas por simulações de combate aéreo e bombardeamento de mergulho, sendo que algumas eram mesmo realizadas de noite. No dia 12 de Fevereiro de 1934, Summers, Scherger e um outro piloto realizaram um voo onde demonstraram tácticas de combate nocturno nos céus de Melbourne, enquanto o céu era iluminado por holofotes. Em Outubro e Novembro do mesmo ano, os aviões Bulldog foram requisitados para realizar várias exibições aéreas em Victoria, aquando das comemorações da visita do Duque de Gloucester, o Príncipe Henrique. No mês seguinte, o Esquadrão de Caças escoltou o duque na sua visita a Brisbane, a bordo do HMAS Australia. Frequentemente, os Bulldog também realizavam missões de carácter meteorológico e de fotografia aérea. Ao longo da sua existência, os esquadrões de caças e de hidroaviões permaneceram sob o comando da Escola de Treino de Voo N.º 1, sem nunca ganhar qualquer autonomia operacional. Em Dezembro de 1935, o Esquadrão de Caças foi dissolvido quando os seus seis aviões Bulldog foram re-designados como caças-bombardeiros e transferidos de Point Cook para a Base aérea de Laverton, onde se juntaram aos aviões Hawker Demon do Esquadrão N.º 1. Durante o seu serviço no Esquadrão de Caças, os aviões Bulldog eram os únicos caças monolugar da Real Força Aérea Australiana, e este lugar ficou por ocupar durante o resto da década de 1930.